# Jewhen Spektorskyj
Jewhen Wassylowytsch Spektorskyj (ukrainisch Євген Васильович Спекторський; * 3. Oktoberjul. / 15. Oktober 1875greg. in Ostroh, Gouvernement Wolhynien, Russisches Kaiserreich; † 3. März 1951 in New York, USA) war ein ukrainischer Philosoph, Rechtswissenschaftler, Soziologe, Autor und Universitätsrektor. Er war korrespondierendes Mitglied der Serbischen Akademie der Wissenschaften.

## Leben
Jewhen Spektorskyj kam als Sohn einer adeligen Familie in Ostroh in Wolhynien in der heutigen ukrainischen Oblast Riwne zur Welt.
Zwischen 1893 und 1897 studierte er an der juristischen Fakultät der Universität Warschau. Im Anschluss bereitete er sich am Institut für Öffentliches Recht auf eine Professur vor und arbeitete bis 1901 an der Universität. Zwischen 1901 und 1903 studierte er an den Universitäten von Paris, Berlin, Göttingen und Heidelberg. Am 7. Juni 1903 wurde er Assistenzprofessor der Abteilung für Rechtsphilosophie und -geschichte an der Universität Warschau und promovierte 1910 an der Universität Tartu. 1913 wurde er zum Professor für Rechtsphilosophie an der Fakultät für Rechtswissenschaft der St. Wladimir-Universität in Kiew gewählt, und von 1914 an leitete er die Kiewer Philosophische Gesellschaft.
Im Mai 1917 wurde er Dekan der Rechtswissenschaftlichen Fakultät der Universität Kiew und verteidigte seine Diplomarbeit für eine Promotion in Öffentlichem Recht an der Universität Moskau. Im September 1917 wurde er ordentlicher Professor für Rechtsphilosophie und -geschichte an der St. Wladimir-Universität und am 6. April 1918 (mit Genehmigung durch den Bildungsminister vom 28. September) wurde er zum Rektor der Universität gewählt. Dieses Amt hatte er bis zur Machtergreifung der Bolschewiki Ende April 1919 inne. Nachdem Denikin Kiew zurückerobert hatte, war er vom 17. August 1919 bis Dezember 1919 nochmals Rektor sowie stellvertretender Bildungsminister des Ukrainischen Staats.
Ende des Jahres 1919 floh er nach Odessa und wurde, nachdem er weiter nach Jugoslawien geflüchtet war, dort zwischen 1920 und 1924 Professor an der Universität Belgrad. Daran folgend war Spektorskyj zwischen 1924 und 1927 Professor und Dekan der russischen juristischen Fakultät an der Prager Karls-Universität. Von 1927 bis 1930 war er abermals an der Belgrader Universität und zwischen 1930 und 1945 als Professor an der Universität in Ljubljana beschäftigt. 1945 emigrierte er schließlich in die Vereinigten Staaten, wo er von 1947 an bis zu seinem Tod Professor am Orthodoxen theologischen Seminar St. Wladimir in New York war. Zudem war er erster Vorsitzender der russischen akademischen Gesellschaft in den USA. Er starb 1951 75-jährig in New York.